# Marcelino García Alonso
Marcelino García Alonso (Oviedo, 27 de juny de 1971) va ser un ciclista espanyol, que fou professional entre 1994 i 2003. Les seves principals victòries foren el Critèrium Internacional de 1997 i la Volta a Andalusia de 1998.

## Palmarès
- 1996
  - Vencedor d'una etapa de la Euskal Bizikleta
- 1997
  - 1r al Critèrium Internacional i vencedor d'una etapa
- 1998
  - 1r a la Volta a Andalusia i vencedor d'una etapa
- 2001
  - Vencedor d'una etapa de la Hessen Rundfahrt

### Resultats al Tour de França
- 1997. 121è de la classificació general
- 1998. Abandona junt amb tot l'equip ONCE (17a etapa)
- 1999. Abandona (5a etapa)
- 2001. 122è de la classificació general

### Resultats a la Volta a Espanya
- 2000. 70è de la classificació general

### Resultats al Giro d'Itàlia
- 1995. 55è de la classificació general
- 2002. 39è de la classificació general